# Elecciones presidenciales de Armenia de 2008
Las elecciones presidenciales de 2008 se celebraron en Armenia el 19 de febrero del mismo año. El primer ministro de Armenia, Serzh Sargsyan ganó las elecciones en la primera vuelta, según resultados oficiales, esto fue muy discutido por el expresidente Levon Ter-Petrosyan, quien quedó en segundo lugar.
La candidatura de Sargsyan estuvo respaldada por el presidente en funciones de Armenia, Robert Kocharyan, (quien no fue habilitado para una tercera legislatura consecutiva). Otros candidatos en tales elecciones eran Levon Ter-Petrosyan y Vahan Hovhannisyan, vicepresidente de la Asamblea Nacional, representando la Federación Revolucionaria Armenia, el partido de oposición más grande, Regla de Ley, nominó a su exjefe parlamentario Artur Baghdasarian, como su candidato.

## Candidatos
Para la fecha límite de inscripción del 6 de diciembre de 2007, nueve candidatos se habían registrado:
- Artur Baghdasarian de Regla de Ley.
- Artashes Geghamyan de Unidad Nacional.
- Aram Harutyunyan del Partido de Conciliación Nacional.
- Vahan Hovhannisyan de Federación Revolucionaria Armenia.
- Tigran Karapetyan del Partido Popular de Armenia.
- Vazgen Manukyan de la Unión Democrática Nacional.
- Arman Melikyan como independiente.
- Serzh Sargsyan del Partido Republicano de Armenia
- Levon Ter-Petrosyan del Congreso Nacional Armenio

Raffi Hovannisian del partido Patrimonio y Aram Karapetyan del partido Tiempo Nuevo también trataron de registrarse, pero sus certificados de residencia fueron rechazados por el Departamento de Policía de Pasaportes Armenio. Gagik Tsarukian de Armenia Próspera, un empresario oligarca, cuyo partido tiene la segunda facción más grande en el parlamento, dio su total apoyo al candidato a Serzh Sargsián.
Ter-Petrosyan anunció oficialmente su candidatura en un discurso en Ereván el 26 de octubre de 2007. Acusó a Kocharyan de ser parte de un "régimen de estilo mafioso institucionalizado", que era responsable de la corrupción masiva que implica el robo de al menos, 3 o 4 mil millones de dólares durante los últimos 5 años, y siendo también crítico con las reclamaciones del gobierno de crecimiento económico fuerte, argumentó que Kocharyan y Sargsyan habían venido para "aceptar una solución al problema de Nagorno-Karabakh". Aquello era eficazmente la misma solución que él había propuesto diez años antes, a pesar de que en ese tiempo ellos se habían opuesto fuertemente a aquella propuesta.

## Campaña y elección
La campaña electoral empezó el 21 de enero de 2008. Abriendo la campaña, Ter-Petrosyan  había denunciado a Sargsián y Kocharyan, acusándolos de ser un gobierno "ladrón y anti-popular", dijo que estaba seguro de su victoria, mientras reconocía las "decepciones" y "duras críticas" con respecto a su presidencia durante los años 90. Por su parte, Baghdasarian publicó un manifiesto de 32 páginas para su campaña, jurando "eliminar la corrupción y el desfalco", para proporcionar "igualdad y ley" y "un aumento drástico en la calidad de vida de las personas". Hovhannisyan era candidato a pesar de la participación de su partido, la "Federación Revolucionaria de Armenia", en la coalición gobernante; su campaña prometió incluir el quiebre de monopolios, la promoción del desarrollo económico, y medidas eficaces anticorrupción. Geghamyan, candidato del Partido de la Unidad Nacional, dedicó la apertura de su campaña para denunciar a Ter-Petrosyan y acusar a otros en la oposición de atentar contra su imagen pública. Algunos miembros de la oposición sugirieron que Geghamyan trabajaba para el gobierno en un esfuerzo para socavar al candidato Ter-Petrosyan.
Ter-Petrosyan criticó a Baghdasarian por dirigir su propia campaña en lugar de apoyar la suya, calificándolo de "traidor" y diciendo que efectivamente estaba apoyando a Sargsyan. Después de que Baghdasarian rechazara el ultimátum de Ter-Petrosyan, un periódico a favor de Ter-Petrosyan, Haykakan Zhamanak, insinuó que Baghdasarian era un "desviado sexual".[cita requerida]
Aparte de su propio Partido Republicano (HHK), Sargysan también estuvo respaldado por Armenia Próspera (BHK).
Estaba considerado muy probablemente que Sargsyan acabaría en primer lugar en la primera ronda, con Ter-Petrosyan o Baghdasarian como los siguientes inmediatos, quienes tenían un paradigma pro-UE y pro-OTAN. Los primeros resultados y los informes de observadores de elección de la OSCE estuvieron esperados el 20 de febrero de 2008, y el resultado final era para ser anunciado dentro de siete días.
Según encuestas de salida, Sargsyan ganó la elección en la primera ronda, logrando un cómodo 57%, Ter-Petrosyan en segundo lugar con 17% de los votos. Los partidos de oposición acusaron a la elección como fraudulenta. Ter-Petrosyan, reclamando la victoria, acusó al gobierno de arreglar las elecciones y solicitó rápidamente un mitin en Ereván el 20 de febrero, en el que protestaría por los resultados oficiales y celebraría su aparente victoria. OSCE y los monitores occidentales declararon que la elección era en gran parte "libre y democrática". Sin embargo, el informe de los observadores dirigidos por la OSCE también describió el escrutinio como "sospechosamente malo" en el 15% de los Colegios electorales observados, y Edgar Vázquez, del Departamento de Estado de Estados Unidos dijo que los Estados Unidos estaban preocupados por esto.
El 20 de febrero, los resultados de las 1,923 las estaciones de recuento mostraron a Sargsyan con el 52.86% del voto (863,544 votos). Ter-Petrosyan quedó segundo con 21.5% (351,306 votos) y Baghdassaryan quedó en tercer lugar con 16.67% (272,256 votos) Hovannisyan quedó cuarto con 6.2% y, por último, Manukyan, quinto con 1.5%; los otros candidatos recibieron menos de 1% del voto. La participación de votantes rondó el 70%.
Sargysan dio las gracias a las personas por darle "un respaldo aplastante" y dijo que será "el presidente de todos los armenios". Un portavoz del Partido Republicano de Sargysan afirmó que las elecciones fueron "las más democráticas jamás celebradas en Armenia"; aunque "reconoció defectos en la elección", dijo que "estos no afectaron el resultado".
La oposición pidió insistentemente que se realizara  el recuento de los votos. En uno de ellos, el 21 de febrero, en un precinto central de Ereván se mostró que Sargsyan había obtenido 395 votos más que los 709 con que había sido marcado en la cuenta inicial; los votos habrían sido tomados de otros candidatos y añadidos a Sargsyan . Un caso penal fue abierto por los fiscales del estado con respecto a esta pista de fraude electoral, y el presidente de la comisión del precinto fue arrestado preventivamente; Según el HHK, los recuentos en más de 30 recintos distintos mostraron resultados similares a los recuentos iniciales. Sargysan reclamó a la policía para investigar vulnerabilidad electoral, alegadas el 22 de febrero.
Los resultados finales, realizados por la Comisión Electoral Central el 24 de febrero, confirmaron a Sargysan como vencedor, abonándole con 52.82% del voto (862,369 votos); Ter-Petrosyan recibió 21.5% (351,222 votos) y Baghdasarian en tercer lugar con un 17.7% (272,427 votos).
La encuesta poselectoral realizada por el Centro de Votación Británico de Opinión, Populus, entre el 21 y el 24 de febrero confirmó los resultados de la Comisión Electoral Central que dieron a Sargsyan 53%, Ter-Petrosyan 20% y Baghdasaryan 13% de los votos

Sargysan fue nombrado presidente de Armenia el 9 de abril de 2008.

## Resultados
|  | Candidato                                                                                            | Partido                            | Votos     | %     |
|  | --- | ---------------------------------- | --------- | ----- |
|  | Serzh Sargsyan                                                                                       | Partido republicano de Armenia     | 862,369   | 52.82 |
|  | Levon Ter-Petrosyan                                                                                  | Independiente                      | 351,222   | 21.50 |
|  | Artur Baghdasaryan                                                                                   | Orinats Yerkir                     | 272,427   | 17.70 |
|  | Vahan Hovhannisyan                                                                                   | Federación Revolucionaria Armenia  | 100,966   | 6.20  |
|  | Vazgen Manukyan                                                                                      | Unión Democrática Nacional         | 21,075    | 1.30  |
|  | Tigran Karapetyan                                                                                    | Partido Popular de Armenia         | 9,791     | 0.60  |
|  | Artashes Geghamyan                                                                                   | Unidad Nacional                    | 7,524     | 0.46  |
|  | Arman Melikyan                                                                                       | Independiente                      | 4,399     | 0.27  |
|  | Aram Harutyunyan                                                                                     | Partido de Conciliación nacional   | 2,892     | 0.17  |
|  | Votos nulos/en blanco                                                                                | Votos nulos/en blanco              | 35,798    | @–    |
|  | Total                                                                                                | Total                              | 1,668,464 | 100   |
|  | Votantes registrados/participación                                                                   | Votantes registrados/participación | 2,312,945 | 72.14 |
|  | Fuente: Comisión de Elección Central Archivado el 23 de septiembre de 2015 en Wayback Machine., IFES |                                    |           |       |

## Reacciones internacionales
Tanto la Organización para Seguridad y Co-operación en Europa (OSCE) como la Unión Europea (UE) elogiaron la forma como se desarrolló la elección y consideraron el resultado como "ampliamente democrático". La Comisión de la UE dijo: "La Unión Europea felicita al pueblo armenio por la conducta de una elección presidencial competitiva en Armenia. La Unión europea nota la declaración de conclusiones y hallazgos preliminares de la Misión de Observación de Elección Internacional que concluido que la elección presidencial en Armenia, una prueba importante para la democracia en este país estuvo conducida mayoritariamente con los lineamientos de la OSCE y el Consejo de compromisos de Europa y estándares. La Unión Europea da la bienvenida a los esfuerzos genuinos llevados a cabo para corregir las deficiencias de las elecciones anteriores. Aun así, la UE también nota que el informe levantó preocupaciones sobre el proceso electoral y que las mejoras más lejanas son necesarias de dirigir los retos restantes. Nota en particular que, según ODIHR, mejores políticos serán necesarios para atender preocupaciones como la carencia de confianza pública en el proceso electoral, la ausencia de una separación clara entre estado y funciones partidistas, y asegurar un trato parejo para los candidatos. La Unión europea queda a la espera de los resultados finales de la elección presidencial y se hace un llamado a las autoridades competentes para asegurar que las quejas sean adecuadamente investigadas y las deficiencias sean tratadas".
Un portavoz del Departamento de Estado de Estados Unidos dijo: "Felicitamos al pueblo de Armenia por las elecciones presidenciales activas y competitivas del 19 de febrero y tomamos nota de la evaluación preliminar de la Oficina de Instituciones Democráticas y Derechos Humanos de la OSCE y de la Asamblea Parlamentaria que la elección estuvo en su mayoría en línea con los compromisos y estándares de la OSCE y del Consejo de Europa para las elecciones democráticas. Al mismo tiempo, también observamos que los monitores internacionales identificaron problemas significativos con los procedimientos electorales. Las autoridades electorales armenias han respondido con el paso positivo de los recuentos en varias jurisdicciones. Instamos al Gobierno de Armenia a que vele por que estos informes se realicen de manera exhaustiva y transparente, investigue todas las denuncias de irregularidades y aplique medidas para mejorar las futuras elecciones. También instamos a todas las fuerzas políticas a seguir observando el imperio de la ley y a trabajar pacífica y responsablemente por una Armenia democrática".

## Protestas

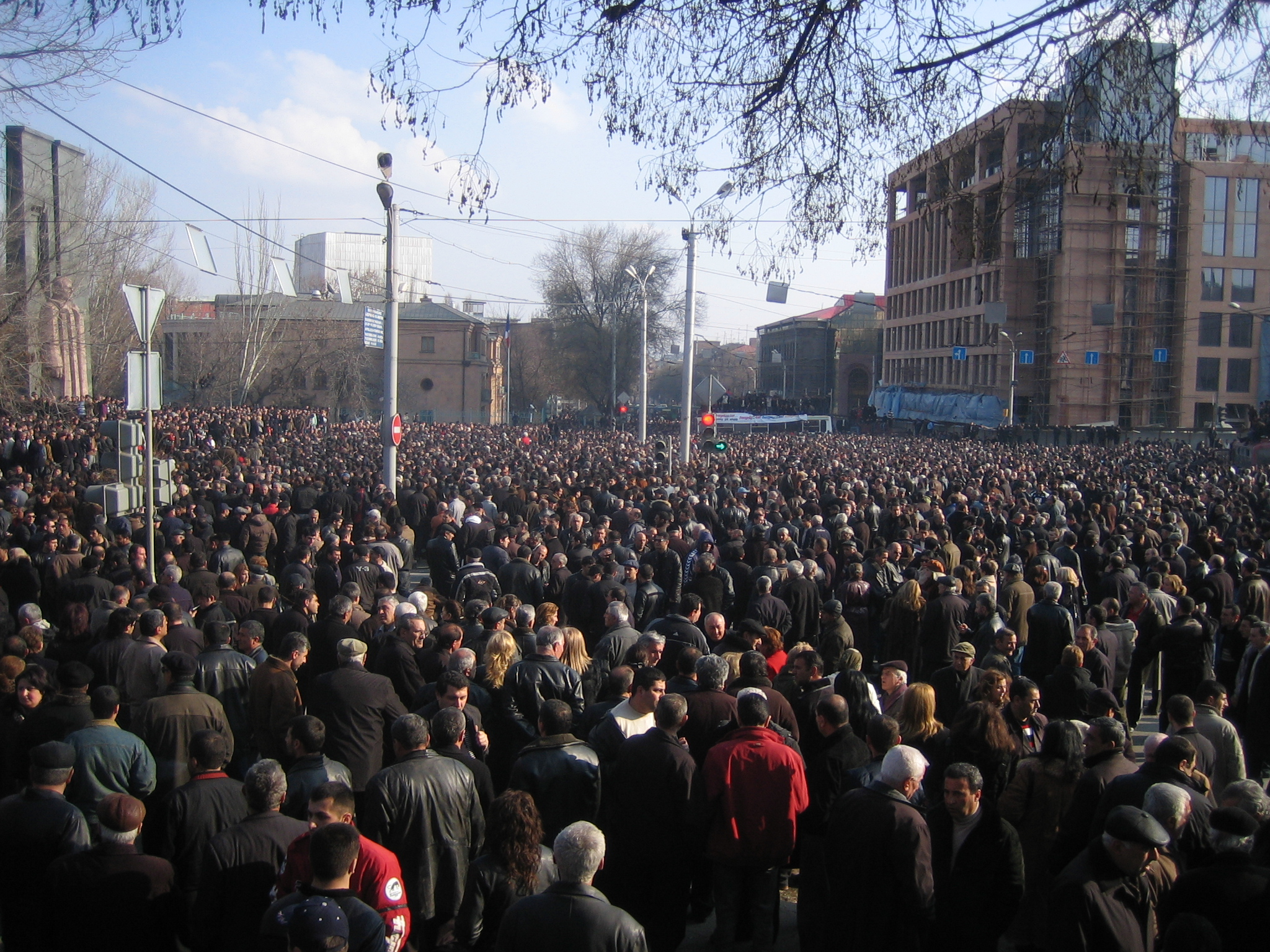
1 de marzo, protestas en masa después de violentos ataques a manifestantes pacíficos por la mañana

En rechazo a los resultados de estas elecciones, gran cantidad de protestas empezaron en la Plaza de la Libertad de Ereván, delante de la Casa de Ópera. El 1 de marzo de 2008, los manifestantes fueron violentamente dispersados por la policía y las fuerzas militares mataron a al menos 10 personas; el presidente Robert Kocharyan declaró un estado de emergencia por 20 días. Esto estuvo seguido por arrestos en masa y purgas de miembros prominentes de la oposición, así como una prohibición de facto de protestas antigobierno.